# Reuters
Reuters je međunarodna novinska agencija sa sjedištem u Londonu. Dio je korporacije Thomson Reuters, a vijesti i ostale proizvode proizvodi na engleskom, francuskom, njemačkom, portugalskom, talijanskom, ruskom, urdu, arapskom, japanskom, koreanskom i kineskom jeziku. Tvrtka je osnovana 1861. godine.

## Povijest
Tvrtku je 1861. godine osnovao Paul Julius Reuter te je nosila ime Reuter. Paul Reuter bio je zaposlenik izdavačke kuće u Berlinu te je 1850. godine izradio prototip novinskog servisa u Aachenu koristeći se golubovima pismonošama i električnim telegrafom kako bi prenosio vijesti i poruke između Bruxellesa i Aachena.
Tijekom svjetskih ratova Reuters je trpio pritiske britanske vlade kako bi služio nacionalnim interesima, ali je tvrtka tome doskočila tako što se proglasila privatnom tvrtkom. Godine 1961. Reuters prenosi izgradnju berlinskog zida. Reuters postaje javna tvrtka 1984. godine kada su dionice tvrtke ponuđene na burzi. 
Reuters se 2008. godine spaja s tvrtkom Thomson te se formira jedna tvrtka pod imenom Thomson Reuters. Godine 2014. objavljena je informacija kako je skoro svaki svjetski veliki medij pretplaćen na usluge koje pruža Reuters. Reuters svoje urede ima u oko 200 gradova u 94 države te proizvodi vijesti na 20 jezika. Godine 2016. tvrtka prolazi kroz fazu restrukturiranja te prodaje imovinu u vrijednosti od preko 3,5 milijardi američkih dolara. Iste godine otpušta preko 2000 radnika diljem svijeta te svoje glavno središte prebacuje u Toronto.

## Poginuli novinari
| Ime i prezime     | Nacionalnost | Mjesto smrti | Godina smrti |
| ----------------- | ------------ | ------------ | ------------ |
| Hos Maina         | Kenijac      | Somalija     | 1993.        |
| Dan Eldon         | Kenijac      | Somalija     | 1993.        |
| Kurt Schork       | Amerikanac   | Sierra Leone | 2000.        |
| Taras Protsyuk    | Ukrajinac    | Irak         | 2003.        |
| Mazen Dana        | Pallestinac  | Irak         | 2003.        |
| Adlan Khasanov    | Rus          | Čečenija     | 2004.        |
| Dhia Najim        | Iračanin     | Irak         | 2004.        |
| Waleed Khaled     | Iračanin     | Irak         | 2005.        |
| Namir Noor-Eldeen | Iračanin     | Irak         | 2007.        |
| Saeed Chmagh      | Iračanin     | Irak         | 2007.        |
| Fadel Shana'a     | Palestinac   | Pojas Gaze   | 2008.        |
| Hiro Muramoto     | Japanac      | Tajland      | 2010.        |
| Sabah al-Bazee    | Iračanin     | Irak         | 2011.        |
| Molhem Barakat    | Sirijac      | Sirija       | 2013.        |

## Reuters u brojkama
Sadržaj koji producira Reuters na dnevnoj bazi se prikazuje na više od 750 televizijskih programa u 115 zemalja svijeta, odnosno producirani sadržaj koristi preko 1000 izdavača novina diljem svijeta. Službena stranica ove novinske agencije broji preko 35 milijuna jedinstvenih mjesečnih posjeta, a svake godine produciraju preko 2 milijuna jedinstvenih priča i članaka.